# Побуна робова у Њујорку 1712.
Побуна робова у Њујорку 1712. је представљала устанак у Њујорку, који је покренуло 23 америчка црнца, у коме је девет белаца упуцано, избодено, или претучено на смрт, док је још шесторо белаца повређено.
Услови у Њујорку су били зрели за побуну. Тамошњим робовима је било лакше да планирају заверу него онима који су радили на плантажама. Поробљени црнци су живели једни близу других што је олакшавало комуникацију. Често су радили заједно са слободним црнцима, што се није дешавало на плантажама.
Црнци су се окупили усред ноћи, 6. априла, 1712, и запалили једну зграду близу Бродвеја. Док су бели колонисти покушавали да угасе ватру, робови су их напали, а затим побегли.